# 芬尼娅·文拉姆
芬尼娅·文拉姆（德語：Finnia Wunram，1995年12月18日—），德国女子游泳运动员，曾获得2019年世界游泳锦标赛女子25公里公开水域游泳银牌。她也曾参加2020年夏季奥林匹克运动会。